# Parc national de Nuuksio
Le parc national de Nuuksio est un parc national de Finlande, dans la région d'Uusimaa.
Créé en 1994 c'est le parc national le plus proche de la capitale Helsinki, à tout juste 30 km du centre. Il est facilement accessible par les transports en commun. Il est partagé entre les municipalités d'Espoo, Vihti et Kirkkonummi.

## Description
Le parc est globalement couvert de forêts, avec de petits étangs séparés par de nombreux eskers. Le relief est très accidenté même si l'altitude du point culminant atteint tout juste 110 mètres.
Quelques chemins de randonnées ont été aménagés, notamment 3 sentiers en boucle de 2, 4 et 8 km, mais l'essentiel du parc est assez difficilement accessible même si la marche hors des sentiers est autorisée.
L'écureuil volant est l'emblème du parc. C'est en effet une des plus fortes concentrations d'animaux en Finlande, mais ils restent néanmoins très difficiles à observer.
Le parc national comprend la partie la plus occidentale des hautes terres du lac Nuuksio. Des dizaines d’espèces animales, de plantes et de champignons en voie de disparition ou menacées sont connues pour habiter la région, par exemple, outre l’écureuil volant, l’engoulevent d’Europe et l’alouette lulu.

## Galerie

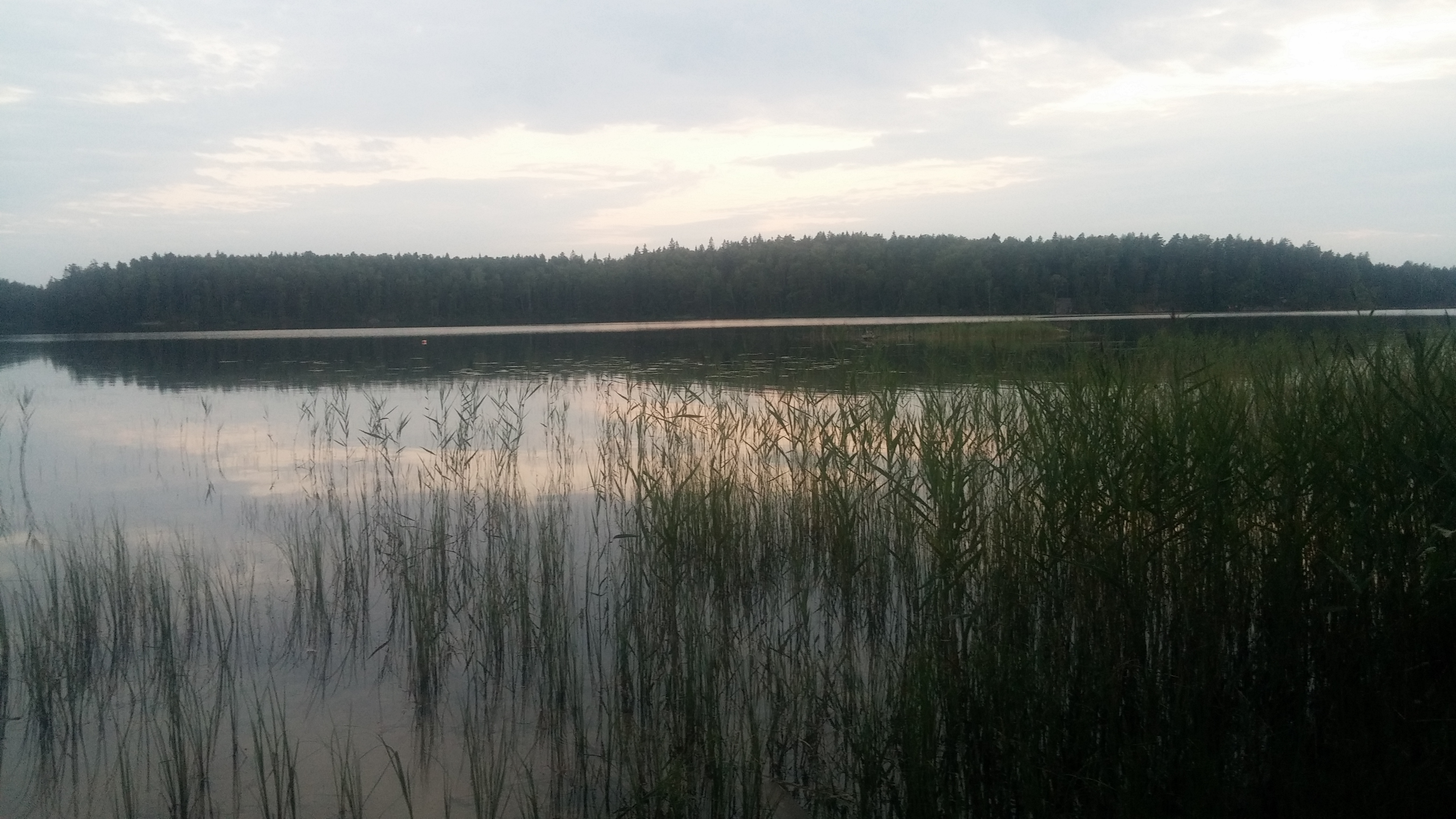
Lac Saarijärvi.
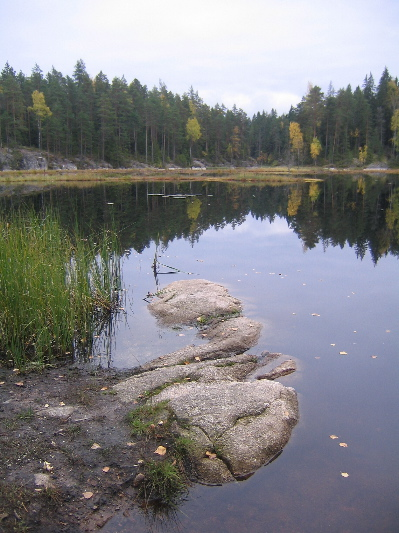
L'étang Mustalampi.
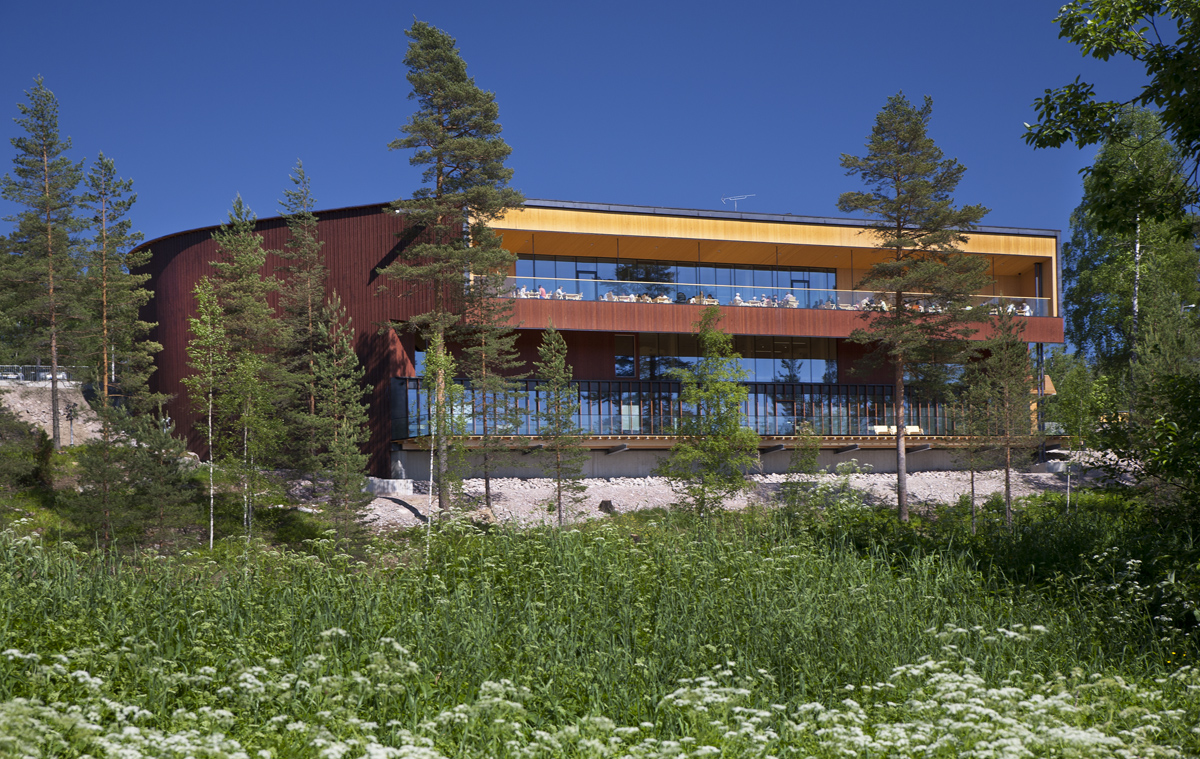
Centre Haltia de la nature finlandaise